# Fitzcarraldo (film)
Fitzcarraldo is een West-Duitse dramafilm uit 1982 onder regie van Werner Herzog.

## Verhaal
Brian Sweeney Fitzgerald (Klaus Kinski) is een Europeaan in Iquitos, een kleine stad in Peru in het begin van de 20e eeuw. Hij heeft een ontembare geest, maar is eigenlijk een dagdromer die al een grote mislukking op zijn naam heeft staan: de failliete en onvolledige Trans-Andesspoorweg. Als operaliefhebber en grote fan van de beroemde tenor Enrico Caruso droomt hij nu van het bouwen van een opera in Iquitos. Hiervoor heeft hij veel geld nodig en de meest winstgevende industrie in Peru op dat moment is rubber. De gebieden waarvan bekend is dat ze rubberbomen bevatten, zijn al verkaveld door de Peruaanse overheid en worden verhuurd voor exploitatie.
"Fitzcarraldo", zoals de lokalen zijn naam verbasteren, onderzoekt hoe hij zijn entree kan maken in de rubberhandel. Een behulpzame rubberbaron toont hem een kaart waaruit blijkt dat er nog maar één niet-opgeëist perceel in het gebied is. Hij legt Fitzcarraldo uit waarom niemand dat perceel wil: hoewel het aan de rivier Ucayali ligt, is het afgesneden van de Amazone door een verraderlijke reeks stroomversnellingen. Echter, Fitzcarraldo ziet op de kaart dat de Pachitea, een parallelle zijrivier van de Amazone, de Ucayali tot een paar honderd meter nadert, stroomopwaarts van het rubbergebied.
Om zijn droom te realiseren huurt hij het ontoegankelijke rubberkavel van de overheid. Met de onbaatzuchtige borg van zijn minnares Molly (Claudia Cardinale), een succesvolle bordeelhoudster, koopt hij een stoomboot (die hij de Molly Aida doopt) van de rubberbaron, zoekt een bemanning bij elkaar en vaart de Pachitea op, de parallelle rivier. Deze rivier staat erom bekend dat hij gevaarlijker wordt naarmate men verder van de Amazone komt vanwege de onvriendelijke inheemse stammen die het gebied bewonen. Fitzcarraldo wil stroomopwaarts varen tot het punt waar de Pachitea en de Ucayali elkaar bijna ontmoeten om dan, met de mankracht van gehuurde inheemsen, zijn stoomboot van 320 ton en drie verdiepingen over de modderige 40° hellingen van de ene rivier naar de andere te slepen. Met behulp van de stoomboot zal hij dan rubber verzamelen in de bovenstroom van de Ucayali om het via de Pachitea naar de markt te brengen.
Het grootste deel van de bemanning, zich onbewust van Fitzcarraldo's plan, maakt zich uit de voeten zodra ze het grondgebied van de inheemse bevolking binnenvaren, waardoor hij met alleen de kapitein, machinist en kok achterblijft. De inheemsen zijn echter onder de indruk van Fitzcarraldo en zijn schip, dat zij voor een god aanzien. Zij bieden zich aan als arbeidskrachten, overigens zonder dat ze echt zijn bedoelingen begrijpen. Na een verwoestende eerste poging wordt het schip met succes over de berg getrokken met een complex systeem van katrollen, aangestuurd door de inheemsen en geholpen door de motor van het schip. Wanneer de bemanning echter dronken in slaap valt na het vieren van hun succes, snijdt de leider van de inheemsen het touw door waarmee het schip vastligt. Dit om de riviergoden tevreden te stellen, nu Fitzcarraldo hen heeft getart door de natuur te omzeilen. De Molly Aida drijft nu de rivier af richting de stroomversnellingen.
Het schip slaagt erin de stroomversnellingen te doorkruisen zonder al te grote schade, en Fitzcarraldo keert terug in Iquitos zonder dat de expeditie ook maar iets heeft opgeleverd. Moedeloos verkoopt hij het schip terug aan de rubberbaron, maar eerst stuurt hij de kapitein nog op een laatste reis. Hij keert vervolgens terug met de hele cast van de opera, inclusief Caruso. Heel Iquitos loopt uit naar de kade als Fitzcarraldo aanmeert, boven op het schip staand, en trots de cast toont.

## Rolverdeling
| Acteur               | Personage        |
| -------------------- | ---------------- |
| Klaus Kinski         | Fitzcarraldo     |
| Claudia Cardinale    | Molly            |
| José Lewgoy          | Don Aquilino     |
| Miguel Ángel Fuentes | Cholo Miguel     |
| Paul Hittscher       | Kapitein Orinoco |
| Enrique Bohórquez    | Huerequeque      |